# Eriskirch
Eriskirch è un comune tedesco di 4 701 abitanti, situato nel land del Baden-Württemberg.